# Fédération de Lituanie de basket-ball
La Fédération de Lituanie de Basket-ball (Lietuvos Krepšinio Federaciya ou LKF) est une association, fondée en 1992, chargée d'organiser, de diriger et de développer le basket-ball en Lituanie, d'orienter et de contrôler l'activité de toutes les associations ou unions d'associations s'intéressant à la pratique du basket-ball.
La LKF représente le basket-ball auprès des pouvoirs publics ainsi qu'auprès des organismes sportifs nationaux et internationaux et, à ce titre, la Lituanie dans les compétitions internationales. Elle défend également les intérêts moraux et matériels du basket-ball lituanien. Elle est affiliée à la FIBA depuis 1992.

## Présidents
La fédération est présidée par Arvydas Sabonis entre 2011 et 2021. Vydas Gedvilas est président depuis septembre 2021.